# Terminalia australis
Terminalia australis là một loài thực vật có hoa trong họ Trâm bầu. Loài này được Cambess. miêu tả khoa học đầu tiên.